# St. Martinus (Lauterstein)

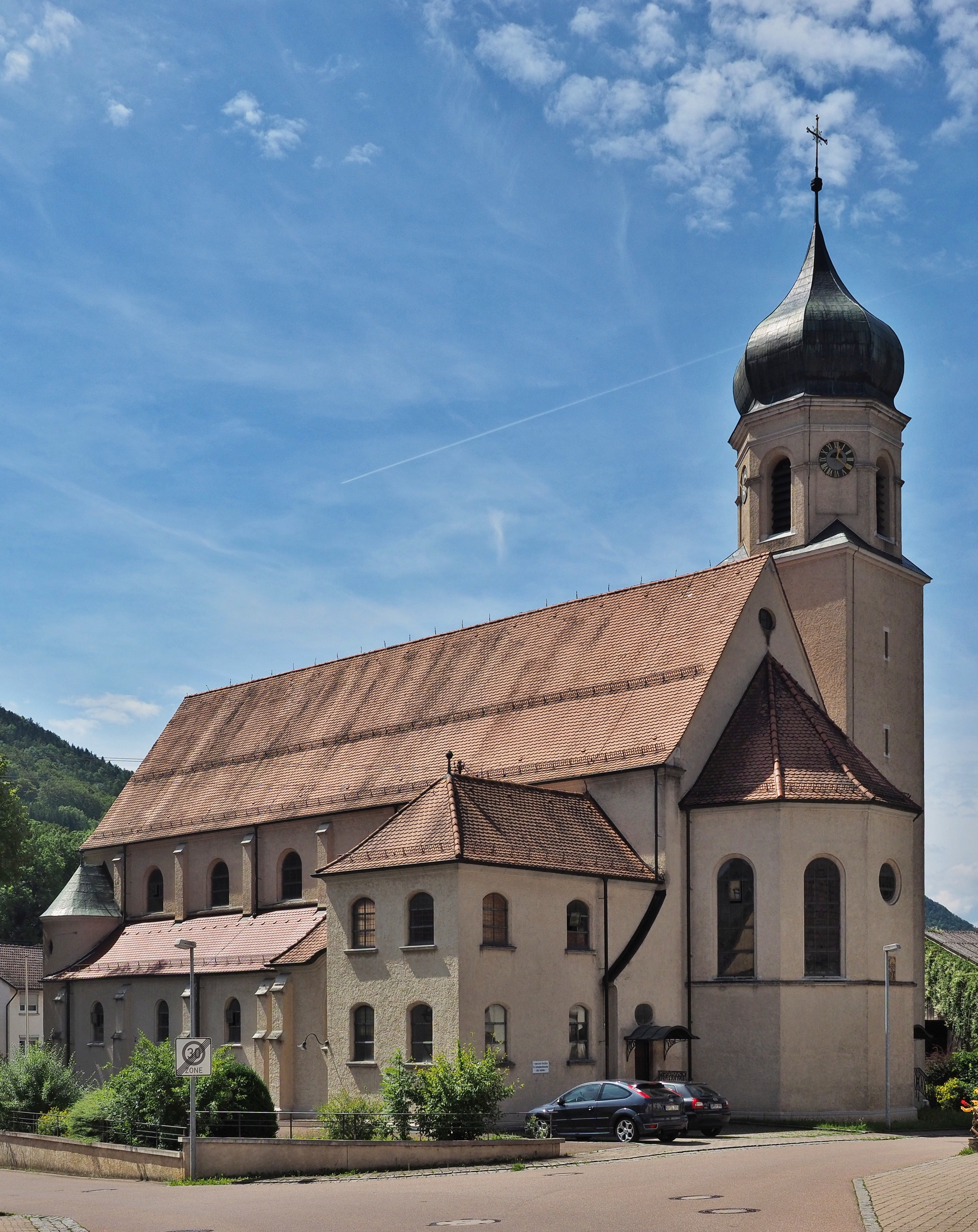
St. Martinus in Lauterstein

Die römisch-katholische Pfarrkirche St. Martinus ist ein geschütztes Kulturdenkmal unter der Nr. 092.002 nach dem Denkmalschutzgesetz. Sie steht in Nenningen, einem Ortsteil der Gemeinde Lauterstein im Landkreis Göppingen in Baden-Württemberg. Die Kirchengemeinde gehört zum Dekanat Göppingen-Geislingen in der Diözese Rottenburg-Stuttgart.

## Beschreibung
Die Kreuzbasilika wurde 1910 nach einem Entwurf von Joseph Cades anstelle einer ehemaligen Wehrkirche aus dem 13. Jahrhundert errichtet. Sie besteht aus einem Langhaus mit einem Mittelschiff und zwei Seitenschiffen, das von einem kurzen Querschiff gekreuzt wird. Die Apsis steht an der Nordseite des Mittelschiffs. Der Chorturm des Vorgängerbaus an der Nordseite des westlichen Querarms blieb im Kern erhalten. Er wurde mit einem achteckigen Geschoss aufgestockt, das die Turmuhr und den Glockenstuhl für sechs Kirchenglocken beherbergt, und mit einer Zwiebelhaube bedeckt. 
Zur Kirchenausstattung gehört eine 1774 von Ignaz Günther geschaffene Pietà. Die Orgel wurde 2011 von Alfred Kern & fils gebaut.